# Vigyázó Sándor Művelődési Ház
A Vigyázó Sándor Művelődési Ház egy művelődési ház Budapest XVII. kerületében, Rákoskeresztúron, ami egyben a XVII. kerületi közművelődési intézmények központja is.

## Története
Az épületet 1962-ben adták át és eredetileg is a kerület művelődési központjának szánták.